# 1966 na política

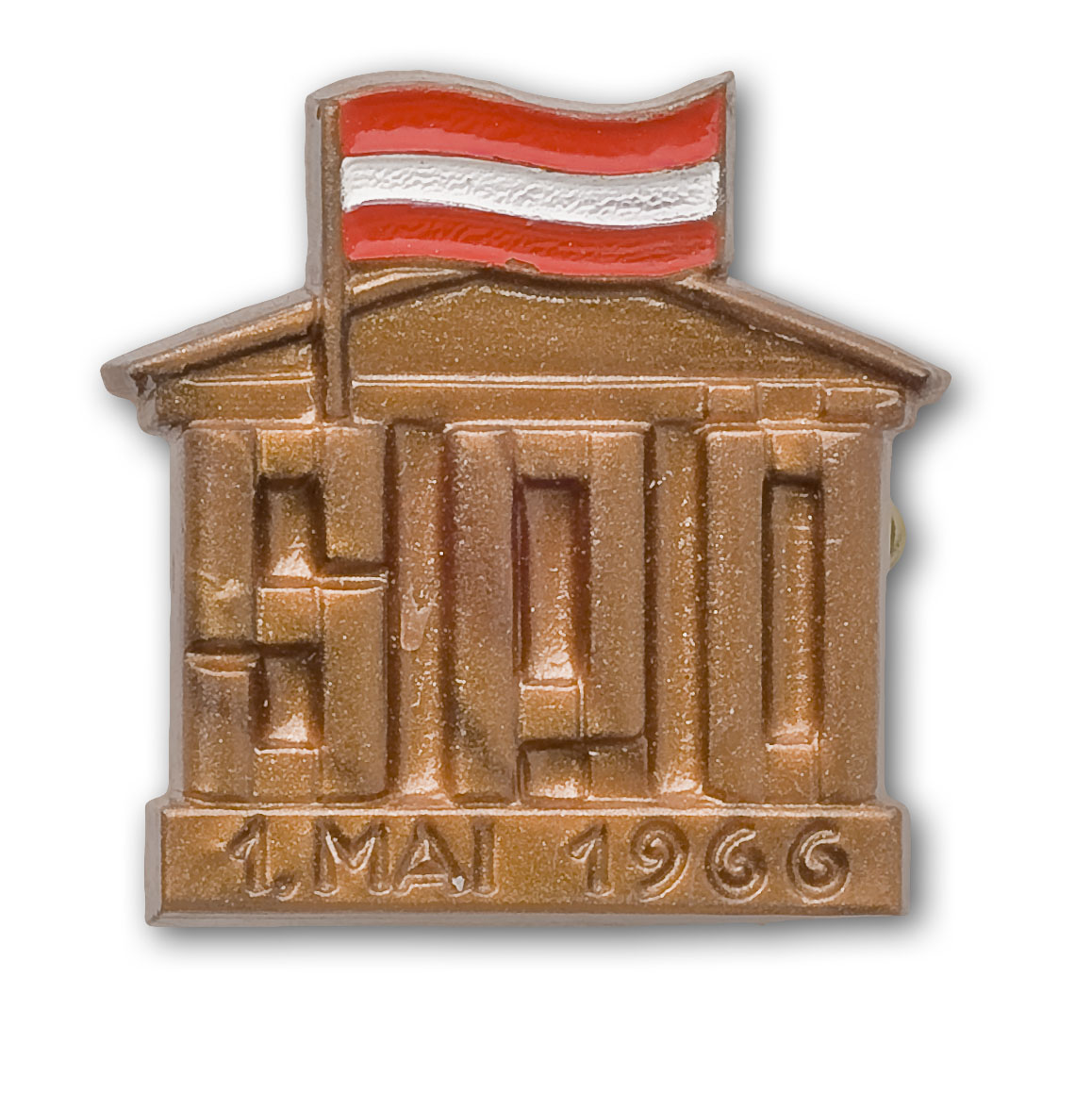
Símbolo da Letônia usado por Aigars Kalvitis

## Eventos
- 28 de julho - Golpe de Estado que instaurou a ditadura argentina.
- 25 de julho - Atentado contra o marechal Costa e Silva, candidato a presidente do Brasil, no aeroporto de Guararapes.
- A SWAPO inicia a Guerra da Independência da Namíbia.
- 3 de outubro - O candidato da Arena Costa e Silva foi eleito presidente pelo Congresso Nacional brasileiro.
- 20 de outubro- O presidente do Brasil, marechal Humberto de Alencar Castelo Branco, fechou o Congresso Nacional do Brasil.
- 30 de Novembro - Barbados torna-se independente.
- 24 de dezembro - A lei 5.194, que regulamenta as profissões de engenheiro, arquiteto e engenheiro-agrônomo é aprovada no Brasil. A mesma lei foi publicada no Diário Oficial da União no dia 27.
- 25 de Novembro - Aprovação do actual Código Civil Português.
- Início da Grande Revolução Cultural Proletária na China.

## Nascimentos
| Data           | Nome                 | Profissão                   | Nacionalidade | Observações | Ref |
| -------------- | -------------------- | --------------------------- | ------------- | ----------- | --- |
| 11 de janeiro  | Sunil Kumar Mahato   | político                    | Índia         | m. 2007     |     |
| 27 de junho    | Aigars Kalvītis      | político                    | Letônia       |             |     |
| 12 de julho    | Mendonça Filho       | ex-governador de Pernambuco | Brasil        |             |     |
| 12 de setembro | Princesa Akishino    | herdeira do trono japonês   | Japão         |             |     |
| 30 de outubro  | Abu Musab al-Zarqawi | terrorista                  | Iraque        | m. 2006     |     |

## Mortes
| Data            | Nome                           | Profissão                                                           | Nacionalidade | Observações | Ref   |
| --------------- | ------------------------------ | ------------------------------------------------------------------- | ------------- | ----------- | ----- |
| 1 de janeiro    | Vincent Auriol                 | presidente interino da França e presidente da França de 1947 a 1954 | França        | n. 1884     |       |
| 26 de fevereiro | Emiliano Chamorro Vargas       | presidente da Nicarágua de 1917 a 1921 e em 1926                    | Nicarágua     | n. 1871     |       |
| 13 de abril     | Abdul Salam Arif               | presidente do Iraque de 1963 a 1966                                 | Iraque        | n. 1921     |       |
| 15 de maio      | Venceslau Brás                 | presidente do Brasil                                                | Brasil        | n. 1868     | [ 1 ] |
| 15 de maio      | Maximiliano Hernández Martínez | militar e presidente de El Salvador de 1931 a 1934 e de 1935 a 1944 | El Salvador   | n. 1882     |       |
| ??              | Néstor Guillén Olmos           | presidente da Bolívia em 1946                                       | Bolívia       | n. 1890     |       |